# Пронефрос
Проне́фрос (від дав.-гр. πρό — «перед» і νεφρός — «нирка») він же передня чи головна нирка — орган виділення у зародків нижчих хребетних; у вищих хребетних і людини пронефрос закладається, але не функціонує. У процесі розвитку зародка замінюється мезонефросом. Пронефрос у більшості тварин є системою покручених канальців. Один з кінців канальців відкривається у вторинну порожнину тіла (целом) лійкою (нефростомом), інші, зливаючись, утворюють протоку пронефросу, яка росте назад і переходить у так заний вольфів канал, що впадає в клоаку.